# Kappa2 Sculptoris
Título a ser usado para criar uma ligação interna é Kappa2 Sculptoris.
Kappa2 Sculptoris (52 Sculptoris) é uma estrela na direção da constelação de Sculptor. Possui uma ascensão reta de 00h 11m 34.42s e uma declinação de −27° 47′ 59.2″. Sua magnitude aparente é igual a 5.41. Considerando sua distância de 581 anos-luz em relação à Terra, sua magnitude absoluta é igual a −0.85. Pertence à classe espectral K2III.